# 艾氏細鰩
艾氏細鰩（學名：Rajella eisenhardti），為軟骨魚綱鰩目鰩科鰩屬的一種，分布於東南太平洋加拉巴哥群島海域，深度757至907公尺，體長可達38.5公分，棲息在大陸坡，為底棲性魚類，肉食性，卵生，生活習性不明。